# 中里喜一
中里 喜一（なかざと きいち、1912年7月16日 - 2001年1月21日）は、日本の政治家。東京都江戸川区長（9期）。

## 来歴
現在の東京都江戸川区生まれ。東京府立第一商業学校（現・東京都立第一商業高等学校）を卒業した。
1930年、東京府南葛飾郡松江町役場に入る。江戸川区教育課長、総務課長などを経て、1960年、助役となり、1964年、区長に就任する。区長を9期36年務め（この間、特別区区長公選制が導入され、中里は選任制と公選制の両方で区長に選ばれた）、1999年退任、この間、東京23区区会副会長などを歴任した。同年、江戸川区から名誉区民を贈られた。